# موسى ناصر
موسى ناصر (1895-1971) ناشط أكاديمي، وسياسي فلسطيني.

## النشأة
درس في مدرسة المطران غوبات في القدس؛ التحق بالجامعة الأمريكية في بيروت وتخرج بدرجة بكالوريوس في الفيزياء عام 1914؛ عمل في الخدمات المدنية في الجيش العثماني خلال الحرب العالمية الأولى؛ درس خلالها الاقتصاد والعلوم السياسية في كلية روبرت [الإنجليزية] في إسطنبول.

## الحياة السياسية
خلال فترة الانتداب البريطاني شغل مناصب إدارية منها مساعد المندوب السامي استقال بعدها معترضًا على سياسة تشجيع الهجرة اليهودية إلى فلسطين.
انتخب مرتين لمجلس النواب الأردني، وتولى مناصب وزير المواصلات ووزير الخارجية وعضو مجلس أعيان وقائم مقام ومساعد حاكم فلسطين في الحكومة الأردنية في الخمسينات وأشرف على بناء مطار قلنديا الدولي.
تقلد أوسمة الاستقلال من الدرجة الأولى، النهضة درجة أولى، وعدد من الأوسمة العربية والإسلامية.

## النشاط التعليمي
كانت أخته نبيهة ناصر قد أسست مدرسة في بيرزيت عام 1924؛ بعد وفاة شقيقته عام 1951 تولى موسى ناصر بمساعدة جابي برامكي بتطويرها إلى كلية عام 1953 ثم إلى جامعة في مراحل لاحقة.
في عام 1962، عين رئيساً للجنة التعليم العالي ومسؤولاً عن تأسيس الجامعة الأردنية في عمان.